# Kim Maher
Kim Maher (Thành phố Hồ Chí Minh, Vietnam, 5 september 1971) is een in Vietnam geboren softbalster en olympisch kampioene met de Amerikaanse nationaliteit. Ze speelde softbal op de Universiteit van Californië in Berkeley.
| Logo van de Olympische Spelen | Goud | Zilver | Brons | Logo van de Olympische Spelen |
|                               | 1    | 0      | 0     |                               |